# Eritrea (navire auxiliaire)
Pour les articles homonymes, voir Francis Garnier (homonymie) et Garnier.
Le Eritrea est entré en service en juin 1937 dans la Regia Marina. Ce bâtiment a servi de garnison coloniale et a participé à la Seconde Guerre mondiale, opérant principalement sur le théâtre d'opération de l'océan Indien.
Après la guerre, selon les dispositions du traité de paix, il est cédé à la France et entre au service de la Marine nationale sous le nom de Francis Garnier avec pour indicatif visuel F730. Il participe à la guerre d'Indochine. Il est rayé des listes de la flotte en 1966. Utilisé comme cible pour un essai nucléaire et sera coulé la même année.

## Caractéristiques
Conçu en 1934 par le Major Général des Ingénieurs Navals Icilio d'Esposito pour le service dans les climats chauds des colonies, sa construction a lieu dans les chantiers navals de Navalmeccanica de Castellammare di Stabia. Quille posée le 25 juillet 1935, lancement  le 20 septembre 1936, le navire est livré à la Regia Marina le 10 février 1937 et entre en service le 28 juin de la même année.
La propulsion est constituée de deux moteurs diesel de 7 800 chevaux, couplés sur les mêmes moteurs électriques alimentés par deux unités diesel dynamo d'une puissance totale de 1 300 chevaux, ce qui permet une vitesse maximale de 20 nœuds (37 km/h) avec le fonctionnement simultané des deux systèmes, et de 18 nœuds (33 km/h) avec la seule propulsion diesel. La distance franchissable avec la propulsion diesel est de 6 950 nautiques (12 870 km) à 12 nœuds (22 km/h). Le navire, initialement classé comme un aviso puis comme un navire de soutien, est possède un armement polyvalent.. Il est capable d'assurer des fonctions d'alerte et d'escorte, de soutenir les sous-marins et de poser des mines.
L'artillerie se compose de quatre canons de 120 mm dans deux tourelles doubles partiellement blindées, une à l'avant et l'autre à l'arrière, de deux canons antiaériens semi-automatiques de 40 mm et de deux mitrailleuses antiaériennes de 13,2 mm. L'équipage du navire se compose de 13 officiers et de 221 marins.

## Service dans la Regia Marina
Dès son entrée en service, le navire effectue sa première mission pendant la guerre civile espagnole en juin 1937, envoyé en Méditerranée occidentale. Vers la fin de l'année, il est affecté à Pula.
Au début de 1938, il est affecté au port de Massaoua, en mer Rouge, au commandement naval de l'Afrique orientale italienne, en soutien aux sous-marins de la base, où il reste jusqu'au 18 février 1941, date à laquelle, avec la chute de l'Érythrée aux mains des britanniques, Supermarina donne l'ordre de rejoindre l'Extrême-Orient, en forçant le blocus britannique.
Dans la nuit du 19 février 1941, sous le commandement du capitaine de frégate (capitano di Fregata) Marino Iannucci, en toute discrétion, il quitte Massaoua avec l'ordre de forcer le blocus naval anglo-français et de rejoindre le Japon allié.

### Le voyage vers l'Extrême-Orient
Sous le commandement du capitaine de frégate Marino Iannucci, l'Eritrea quitte Massaoua le soir suivant et traverse facilement le détroit de Bab-el-Mandeb, échappant à la reconnaissance aérienne britannique basée à Aden. Le 22, alors que le navire se trouve à environ 250 nautiques (460 km) des côtes somaliennes, une unité inconnue est aperçue, vraisemblablement un croiseur auxiliaire britannique qui, après avoir à son tour aperçu l' Eritrea, effectue une manœuvre soudaine pour s'éloigner, donnant la nette impression de vouloir éviter une confrontation. Cependant, à 19h23 le lendemain, les veilleurs de l'Eritrea aperçoivent une autre unité britannique au large de l'île de Socotra. Le commandant Iannucci, afin de se désengager de l'unité anglaise, chande de route vers le sud, activant des fumigènes qui, en quelques minutes, enveloppent complètement le Eritrea. Le navire britannique, au lieu d'ouvrir le feu, essaie de contourner le rideau de fumée pour reprendre contact plus tard, mais la manœuvre échoue car le Eritrea réussit à disparaître dans la nuit.
Avec le Eritrea, deux autres navires ont quitté Massaoua, le Ramb I, coulé le 27 février par le croiseur néo-zélandais HMNZS Leander, et le Ramb II. Pour le succès de la mission de l'Erythrée et du Ramb survivant, la collaboration japonaise est nécessaire et la volonté de coopérer de la part du Japon, qui est lié à l'Italie par le Pacte tripartite, est presque certaine. Cependant, entre février et mars 1941, le gouvernement de Tokyo décide de faire un pas en arrière, obligeant la Regia Marina à modifier certains détails de l'opération. Comme convenu avec les japonais, les unités italiennes, pendant la traversée, doivent s'abstenir de toute action de corsaire contre les vapeurs britanniques isolés, sinon Tokyo menace de refuser toute coopération. En effet, le Japon ne veut pas se mettre à dos le Royaume-Uni et les États-Unis, compte tenu de la présence de navires corsaires allemands dans l'océan Indien, qui utilisent déjà depuis un certain temps, plus ou moins secrètement, les bases japonaises dans le Pacifique. Les commandants de la Kriegsmarine avaient également fait part de leur crainte que les navires corsaires italiens n'interfèrent dans les eaux patrouillées par leurs propres navires corsaires, et ils ont invité les commandants de la Regia Marina à donner l'ordre à leurs unités de s'abstenir de toute action corsaire pendant le transfert, une invitation que le commandement de la Regia Marina, fortement dépendant des allemands pour l'approvisionnement en pétrole, ne peut ignorer, et les deux navires engagés dans la mission de transfert le 11 mars reçoivent donc l'ordre de Supermarina de s'abstenir de toute "action corsaire".
Poursuivant sa route, il devra ensuite traverser les eaux malaisiennes par le détroit de Malacca pour passer de l'océan Indien au Pacifique, afin d'échapper à la poursuite des unités ennemies l'équipage a eu recours au camouflage du navire le faisant ressembler presque complètement au Pedro Nunez, un aviso d'escorte portugais qui ressemble beaucoup au Eritrea. Le Portugal possède la moitié orientale de l'île de Timor (tandis que la moitié occidentale est sous domination néerlandaise) et, en tant que nation non belligérante, pouvait envoyer n'importe quel navire militaire dans ces eaux sans que la Royal Navy ne s'en soucie outre mesure.
Le 14 mars, après avoir chenalé entre l'île de Timor et l'île d'Alor et être entré dans la mer de Banda, le Eritrea, après avoir contourné la côte ouest de l'île de Buru (Indonésie), atteint finalement l'Océan Pacifique en se dirigeant vers le nord-est. Après avoir quitté les Yap, un groupe d'îles Carolines, le 16 mars, le Eritrea atteint une zone sous le contrôle de la marine impériale japonaise le 18 mars, débarquant quelques jours plus tard à Kōbe et arrivant indemne au Japon. Seule une petite et discrète délégation diplomatique et militaire italienne sur une jetée accueille et célèbre le Eritrea et son équipage. La conclusion de la mission épique du Eritrea ne fait pas trop de bruit.
Au Japon, le navire subit les travaux nécessaires au chantier naval de Mitsubishi, puis il est transféré à Shanghai sous le commandement de la marine d'Extrême-Orient jusqu'en juin 1943 lorsque, sur ordre de Supermarina, l'unité est envoyée à Singapour pour fournir un soutien logistique aux sous-marins italiens opérant entre Bordeaux et Singapour. En juillet 1943, le navire est transféré d'abord à Penang, une base de sous-marins allemande, puis à Sebang, siège du commandement des sous-marins de la Kriegsmarine.

### Armistice
Le 9 septembre 1943, l'équipage du navire, qui navigue dans le détroit de Malacca, apprend par radio que l'armistice a été signé. Le Eritrea, toujours sous le commandement de Marino Iannucci, réussit à s'échapper à nouveau, cette fois-ci en échappant au blocus naval de la marine impériale japonaise, qui avait stationné des unités de surface et des sous-marins dans ces eaux, et réussit à échapper à la poursuite allemande, atteint Colombo, l'île de Ceylan, et se rend aux autorités maritimes britanniques le 14 septembre. Le capitaine de frégate Jannucci, jouant de la ruse, au lieu de longer le golfe du Bengale, ce qui était un choix presque obligatoire pour un navire aussi lent que le Eritrea et, de plus, avec un système de propulsion dans un état précaire, choisit la route directe plus risquée pour atteindre l'île de Ceylan.
Pendant la cobelligérance, l'activité opérationnelle de l'unité est intense. Dans un premier temps, le Eritrea est utilisé pour soutenir les sous-marins alliés, alternant sa présence entre Colombo et Trincomalee. Par la suite, après avoir été rappelé en Italie le 11 septembre 1944, arrivant à Tarente le 23 octobre suivant, après moins de six mois d'arrêt, le navire appareille de nouveau pour se rendre, une fois de plus, en Extrême-Orient, poursuivant la collaboration avec les forces navales alliées. Lors de l'escale à Tarente, l'unité passe deux mois à l'arsenal, où l'artillerie et les machines sont remises complètement en état, avant d'appareiller le 12 avril 1945 sous le commandement du capitaine de frégate (Capitano di Fregata) Ugo Giudice. Dans sa nouvelle aventure en Extrême-Orient, le Eritrea joue à la fois le rôle habituel de soutien aux sous-marins et d'escorte des navires militaires et marchands alliés. Pendant le transfert, le navire fait des arrêts logistiques à Alexandrie et à Aden, et arrive à Colombo le 3 mai.
À la fin de la guerre contre le Japon, le navire poursuit son activité en effectuant diverses missions entre Singapour, Jakarta, Penang et Colombo. Il retourne à Tarente en février 1946 et repart le 1er avril pour l'Extrême-Orient, cette fois avec la mission de récupérer les internés italiens dans les camps de concentration asiatiques. À la fin de la mission, au cours de laquelle le navire est allé jusqu'à Hong Kong et Shanghai, le Eritrea retourne en Italie, restant à Tarente jusqu'en janvier 1948 pour être cédé à la France en réparation des dommages de guerre, conformément aux clauses du traité de paix de Paris.
La cloche du navire Eritrea est toujours conservée au musée d'histoire navale de Venise.

## Service dans la Marine nationale

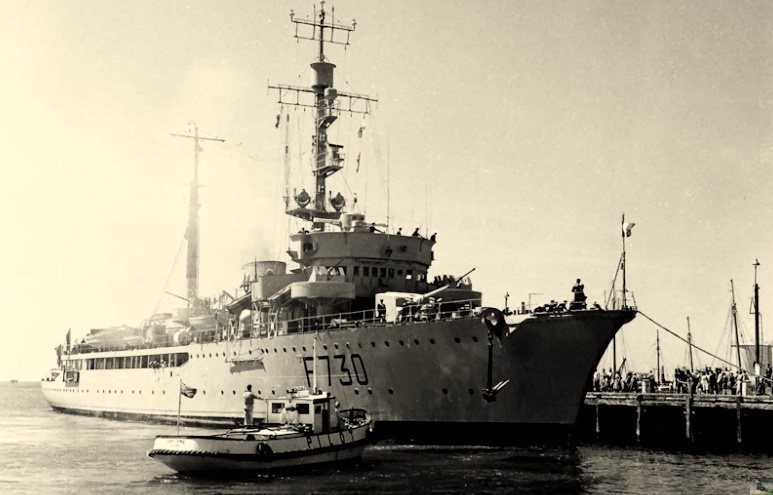
L' escorteur Francis Garnier (F730) à quai.

Le navire, montre comme indicatif visuel les initiales E1. Il est armé par personnel de la marine marchande, passe officiellement à la Marine nationale française le 28 janvier 1948 et le 12 février 1948, il est rebaptisé Francis Garnier en l'honneur d'un explorateur et officier de marine français né en 1839, qui, en 1860, participa à la conquête de Cochinchine et commanda une expédition scientifique et exploratoire sur le cours supérieur du Mékong et qui, après avoir pris part à la guerre franco-prussienne, mourut à Hanoï en 1873 lors d'une action contre des pirates attaquant la ville.
Le Francis Garnier est d'abord utilisé comme navire de soutien sous l'indicatif visuel A 04, puis il a été classé aviso et s'est vu attribuer un nouvel indicatif visuel F 730 lorsqu'il participe à la guerre d'Indochine en tant qu'escorteur.
Après avoir subi des travaux de modernisation de 1951 à 1953, il participe, à partir de 1954, à l'évacuation des Français du Tonkin et quitte Saigon en 1955.
De 1956 à 1957, il participe à un chantier de construction au Japon avant d'être affecté aux colonies françaises du Pacifique. De 1959 à 1960, il subit une nouvelle série de travaux à la base britannique de Diego Garcia, atoll de l'archipel des Chagos, dans le territoire britannique de l'océan Indien.
Destiné à Papeete sur l'île de Tahiti en Polynésie française, le Francis Garnier est placé en réserve le 1er janvier 1966 pour être désarmé le 5 octobre suivant. Utilisé comme cible dans une expérience nucléaire menée dans l'atoll de Moruroa, le Francis Garnier est coulé le 29 octobre 1966 à 16h15 heure de Moruroa. L'épave se trouve à une profondeur d'environ 1 300 mètres.

### Service
- 1949-50 : détachement dans le Pacifique sud.
- 1951-53 : retour à Toulon pour carénage et refonte.
- 1953-55 : Guerre d'Indochine au sein des Forces maritimes d'Extrème-Orient.
- 1955-66 : affectation aux Forces maritimes du Pacifique.

## Sources
- (it) Cet article est partiellement ou en totalité issu de l’article de Wikipédia en italien intitulé « Eritrea (nave appoggio) » (voir la liste des auteurs).